# Syrian Expat Philharmonic Orchestra
Das Syrian Expat Philharmonic Orchestra (SEPO) ist ein 2015 von Raed Jazbeh gegründetes Sinfonieorchester von syrischen Musikern im Exil. Die meisten Musiker fanden sich über einen Aufruf im sozialen Netzwerk facebook. Die 75 Mitglieder leben heute größtenteils in verschiedenen europäischen Ländern. Ein Teil des Orchesters spielt auch als Streichquintett unter dem Namen Damascus String Quintet. Das Orchester widmet sich insbesondere der Pflege traditioneller syrischer Musik, aber auch der Musik moderner syrischer oder syrischstämmiger Komponisten. Musikalische Darstellungen nicht-syrischer Musik bilden beim SEPO eher eine Ausnahme: So konzertierte das Orchester beispielsweise im Jahr 2018 gemeinsam mit Größen des Show-Business, wie zum Beispiel Nena, Semy Deluxe, Philipp Poisel und anderen, zum Tag der Deutschen Einheit am Brandenburger Tor in Berlin. Im gleichen Jahr übernahm das Syrian Expat Philharmonic Orchestra auch die Uraufführung der „Mass for peace in times of flight“ mit Texten Navid Kermanis; Rasha Rizk sang die Sopran-Partie.

## Geschichte
Initiator und künstlerischer Leiter des Orchesters ist der Kontrabassist Raed Jazbeh. Das erste Konzert des Expat Philharmonic Orchestra fand am 22. September 2015 im Sendesaal Bremen statt. Da das Orchester bei der Gründung 2015 nicht alle Instrumente besetzen konnte, wurde es zunächst von deutschen Musikern unterstützt.